# Shameless (Therapy?)
Shameless è un album in studio del gruppo musicale nordirlandese Therapy?, pubblicato nel 2001.

## Tracce
1. Gimme Back My Brain – 2:37
2. Dance – 4:03
3. This One's for You – 3:45
4. I Am the Money – 3:24
5. Wicked Man – 3:48
6. Theme from Delorean – 4:37
7. Joey – 4:01
8. Endless Psychology – 3:54
9. Alrite – 2:31
10. Body Bag Girl – 3:25
11. Tango Romeo – 3:02
12. Stalk & Slash – 2:24

## Formazione
- Andy Cairns - voce, chitarra
- Graham Hopkins - batteria, voce
- Martin McCarrick - chitarra, violoncello, voce
- Michael McKeegan - basso, voce